# Les Poussières
Pour plus de détails, voir Fiche technique et Distribution.
Les Poussières est un film documentaire français réalisé par Georges Franju et sorti en 1954. 

## Synopsis
Les dangers que les poussières industrielles présentent pour la santé des hommes au travail.

## Fiche technique
- Titre : Les Poussières
- Réalisation : Georges Franju
- Scénario : Georges Franju
- Commentaire : Georges Franju, dit par Georges Hubert
- Production : Armor Films
- Photographie : Jacques Mercanton
- Musique : Jean Wiener
- Pays d'origine :  France
- Format : Noir et blanc - 35 mm
- Genre : Documentaire
- Durée : 22 minutes
- Date de sortie : 1954
- Visa d'exploitation : n° 15767 (délivré le 17 juin 1954)

## Sélection
- XVI° Mostra Internazionale d’Arte Cinematographica - Mostra de Documentario et de Cortometraggio (Venise, 1955)[1]